# Martinus Dorpius
Martinus Dorpius (Naaldwijk, por volta de 1485 — Lovaina, 31 de maio de 1525) foi um humanista e teólogo holandês. Como mestre de artes, tinha completo domínio pela gramática latina, retórica, dialética e música. Johannes Despauterius (1480-1520)  foi seu professor na Universidade Velha de Lovaina onde também deu aulas de teologia e filosofia e foi reitor. Correspondeu-se com Erasmo de Rotterdam (1466-1536) particularmente depois da publicação da sua obra Elogio da Loucura tendo sugerido a ele para que não publicasse a sua tradução do Novo Testamento do grego.

## Publicações
- Oratio de laudibus sigillatim cuiusque disciplinarum (Lovaina, Dirck Martens, 1513)
- Concio de diue virginis deiparae in coelum assumptione (Lovaina, Dirk Martens, 1514)
- Dialogus in quo Venus & Cupido omnes adhibent versutias... (Lovaina, Dirk Martens, 1514)
- Oratio in praelectionem epistularum divi Pauli (Antuérpia, 1519)
- Oratio in laudem Aristotelis
- Dissertatio epistolica, de aliquot sui temporis theologastrorum ineptiis ... - Sir Thomas More - 1625
- Aesopi Phrygis Fabvlae: quarum interpretes hi sunt. , 1568
- Venerabilis patris Hugonis de sancto Victore Questiones concinnae & argutae, quicquid erat in Diui Pali epistolis obscurum, mira breuitate elucidantes nusquam antehac impressae. 1512
- Catonis praecepta moralia interpraetata ab Erasmo Roterodamo 1515
- Sacrae Theologiae Professoris oratio in praelectionem epistolarum S. Pauli, de literis Sacris ediscendis, de eloquentia, de pernicie sophistices, de sacrorum codicum ad graecos castigatione: et linguarum peritia, 1519